# Duričići
 Duričići  (olaszul: Duricici)  falu Horvátországban, Isztria megyében. Közigazgatásilag Buzethez tartozik.

## Fekvése
Az Isztriai-félsziget északi részének közepén, Pazintól 18 km-re északkeletre, községközpontjától 10 km-re délkeletre fekszik.

## Története
A falunak 1857-ben 118, 1910-ben 106 lakosa volt. 2011-ben 2 lakosa volt.

## Lakosság
| Lakosság változása | Lakosság változása | Lakosság változása | Lakosság változása | Lakosság változása | Lakosság változása | Lakosság változása | Lakosság változása | Lakosság változása | Lakosság változása | Lakosság változása | Lakosság változása | Lakosság változása | Lakosság változása | Lakosság változása | Lakosság változása |
| ------------------ | ------------------ | ------------------ | ------------------ | ------------------ | ------------------ | ------------------ | ------------------ | ------------------ | ------------------ | ------------------ | ------------------ | ------------------ | ------------------ | ------------------ | ------------------ |
| 1857               | 1869               | 1880               | 1890               | 1900               | 1910               | 1921               | 1931               | 1948               | 1953               | 1961               | 1971               | 1981               | 1991               | 2001               | 2011               |
| 118                | 128                | 62                 | 65                 | 83                 | 106                | 450                | 0                  | 88                 | 89                 | 57                 | 33                 | 22                 | 12                 | 4                  | 2                  |

## Nevezetességei
Szent Tódor tiszteletére szentelt kápolnája.